# Einsal
Einsal ist ein Ortsteil der Gemeinde Nachrodt-Wiblingwerde im Märkischen Kreis im Regierungsbezirk Arnsberg in Nordrhein-Westfalen (Deutschland).
Mitte 2021 hatte der Ortsteil rund 900 Einwohner. Die Walzwerke Einsal sind ein ortsansässiger Stahlhersteller.
Einsal liegt an der Lenne. Der Fluss speist das Wasserkraftwerk Einsal. Der Anschluss an das überregionale Straßennetz erfolgt über die Bundesstraße 236.
Der Hof Einsal wird 1423 erstmals urkundlich erwähnt.